# Isola di Querini
L'isola di Querini (in russo Остров Кверини, ostrov Kverini) è un'isola russa nell'Oceano Artico che fa parte della Terra di Zichy nell'arcipelago della Terra di Francesco Giuseppe.

## Geografia
Isola di Querini si trova nella parte nord della Terra di Zichy, vicino alla costa sud dell'isola di Jackson, nella baia di Kan'i; ha una lunghezza di 1,5 km, e una larghezza di 0,9 km; la sua altezza massima è di 125 m.

## Storia
L'isola ha preso il nome dell'esploratore italiano Francesco Querini, disperso in una spedizione polare nel 1900. Querini fece parte della spedizione con la Stella Polare (1899-1900) verso il Polo Nord di Luigi Amedeo di Savoia-Aosta di cui facevano parte 11 italiani tra cui anche Umberto Cagni.